# Tchécoslovaquie aux Jeux olympiques d'été de 1924
La Tchécoslovaquie est présente aux Jeux olympiques de 1924, à Paris. C’est la seconde fois que cette nation participe à cet événement planétaire.  Composée d’une délégation de 133 athlètes dont 3 femmes, les Tchécoslovaques se classent à la quinzième place au rang des nations, effectuant une fructueuse moisson de médailles en  Gymnastique. C’est dans ce sport en effet que la délégation tchécoslovaque montre l’étendue de son talent en conquérant 9 médailles sur les 10 rapportées de Paris.  

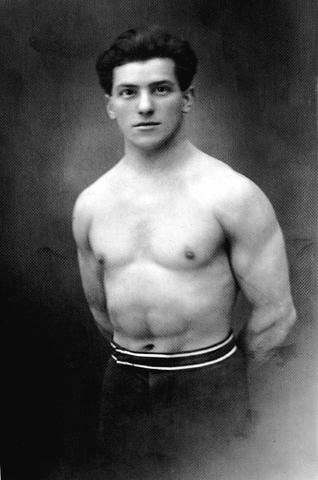
Bedřich Šupčík, champion olympique en montée à la corde et médaillé de bronze au Concours général individuel.

## Médailles
| Médaille                            | Nom                    | Sport         | Compétition                 |
| ----------------------------------- | ---------------------- | ------------- | --------------------------- |
| Médaille d'or, Jeux olympiques      | Bedřich Šupčík         | Gymnastique   | Montée à la corde           |
| Médaille d'argent, Jeux olympiques  | Robert Prazak          | Gymnastique   | Barres parallèles           |
| Médaille d'argent, Jeux olympiques  | Robert Prazak          | Gymnastique   | Anneaux                     |
| Médaille d'argent, Jeux olympiques  | Robert Prazak          | Gymnastique   | Concours général individuel |
| Médaille d'argent, Jeux olympiques  | Jan Koutny (en)        | Gymnastique   | Saut                        |
| Médaille de bronze, Jeux olympiques | Bedřich Šupčík         | Gymnastique   | Concours général individuel |
| Médaille de bronze, Jeux olympiques | Ladislav Vacha         | Gymnastique   | Anneaux                     |
| Médaille de bronze, Jeux olympiques | Bohumil Morkovsky (en) | Gymnastique   | Saut                        |
| Médaille de bronze, Jeux olympiques | Ladislav Vácha         | Gymnastique   | Montée à la corde           |
| Médaille de bronze, Jeux olympiques | Bohumil Durdys (en)    | Haltérophilie | Légers, 60–67.5 kg          |

## Sources
- (fr) Tchécoslovaquie sur le site du Comité international olympique
- (en) Bilan complet sur le site olympedia.org